# تيكن ريفولوشن
تيكن ريفولوشن (بالإنجليزية: Tekken Revolution)‏ ، وتعني ثورة تيكن، هي لعبة فيديو من نوع قتال، أنتجت سنة 2013 ونشرها شركة نامكو اليابانية.